# エキスポフラッシュフィールド
MKタクシーフィールドエキスポ（英語: MK TAXI FIELD EXPO）は、大阪府吹田市の万博記念公園内にあるアメリカンフットボール球技場である。なお、サッカーやラグビーなどのスポーツ施設としても利用可能である。
2022年8月31日までは、エキスポフラッシュフィールドという愛称で親しまれてきた。

## 概要
2006年6月に完成した施設である。日本初のアメリカンフットボール専用競技場で、万博記念公園南東のスポーツ施設群（旧サイクルランド跡地）にあり、北側に万博記念公園野球場、南側に市立吹田サッカースタジアムがある。
公園内での表記は「アメリカンフットボール球技場」。総工費は4億8千万円で、うち土地整備代を除く3億5千万円は関西学生アメリカンフットボール連盟が捻出している。当時の愛称であるフラッシュフィールドは、関西学生アメフットリーグの愛称「KANDEN FLASH BOWL」にちなんでいるものである。
阪急西宮スタジアムが西宮球技場と共に2002年に閉鎖されて以降、関西学生リーグの試合は神戸市王子スタジアムや長居球技場などで開催され、Division 3の一部の試合は大学のグラウンドでも試合をすることが多くなっていた。それでも1部から3部までのリーグ戦の日程をこなすには不十分だったことから、関西学生アメリカンフットボール連盟は自前の競技場を確保して試合会場不足の解消を図ることとし、サイクルランド跡を有効利用したかった万博記念公園との思惑が一致して、建設が決まった。フィールド部分にはロングパイルの人工芝が敷設され、ナイター照明4基、3階建てのクラブハウスなどの施設も揃う。収容人員3,000人（メイン・バックスタンドそれぞれ1500人収容）。鉄骨製スタンドである。
2006年6月24日に竣工式が行われ、オープニング試合として、鹿島ディアーズとアサヒ飲料チャレンジャーズの交流戦および関西学院大学と明治大学の第59回定期戦が行われた。
2007年から、隣接する運動施設の中央管理事務所の1階に2002年まで西宮スタジアム内にあった「フットボール・ギャラリー」の展示品を移し、写真パネル等を追加して、ギャラリーが展示されている。2010年までは、吹田マーヴィーズの練習場としても利用されていた。
2022年8月8日に、当該球技場を管理する関西アメリカンフットボール協会と大阪エムケイの間で1年間のネーミングライツパートナー契約を締結したことにより、同年9月1日から現行の名称となっている。

## 施設概要

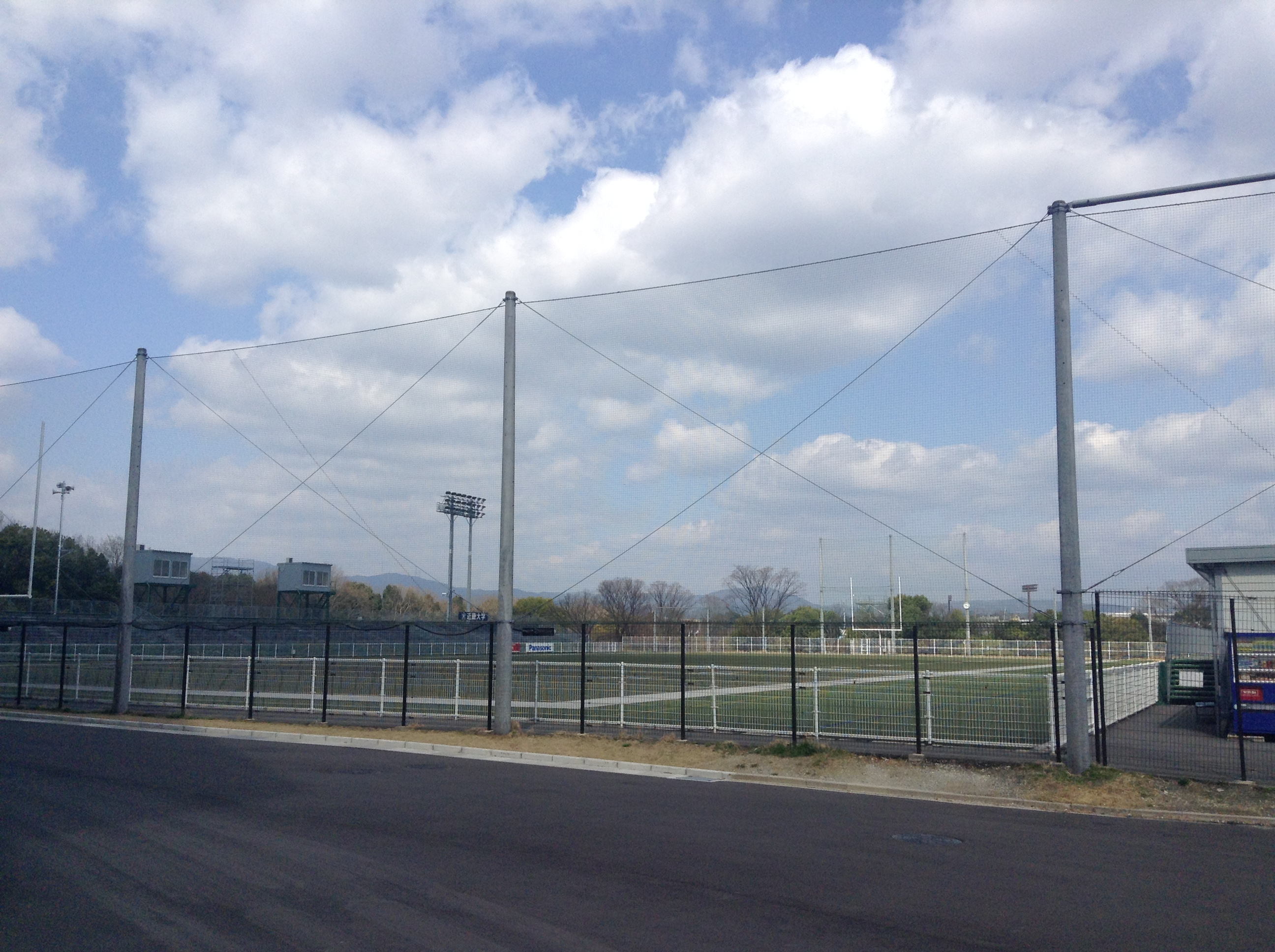
エキスポフラッシュフィールド

- 収容人員：3,000人[1]
- 照明設備：4基[2]
- 電光掲示板[2]

## アクセス
- 大阪高速鉄道（大阪モノレール）
  - 大阪モノレール線 万博記念公園駅下車徒歩15分。
  - 国際文化公園都市モノレール線（彩都線） 公園東口駅下車徒歩12分。
- JR京都線 茨木駅西口04番のりばから阪急バス・近鉄バス 100番（エキスポシティ線）「万博記念公園駅（エキスポシティ）」行きで「記念公園南口」下車、徒歩3分。